# Castle of Illusion Starring Mickey Mouse
Castle of Illusion Starring Mickey Mouse, conhecido no Japão como I Love Mickey Mouse: Great Mysterious Castle Adventure (アイラブミッキーマウス ふしぎのお城大冒険, Ai Rabu Mikkī Mausu: Fushigi no Oshiro Daibōken) é um jogo de plataforma side-scroling desenvolvido pela Sega e lançado para Mega Drive em novembro de 1990. Uma versão 8-bit do jogo, conhecida no Japão como I Love Mickey Mouse's Castle Illusion (アイラブミッキーマウスのキャッスル・イリユージヨン, Ai Rabu Mikkī Mausu no Kyassuru Irūjon) foi mais tarde lançada para Master System e Game Gear. A versão para o Master System foi o jogo mais vendido para esse console no Brasil.
O jogo segue Mickey Mouse em uma missão para salvar Minnie Mouse da malvada bruxa Mizrabel. Foi o primeiro jogo da série Illusion estrelado por Mickey e era também uma parte da segunda onda de jogos inicialmente lançado para o Mega Drive, que ajudou a selar a reputação do console dentro do período até o lançamento de Sonic the Hedgehog.
Castle of Illusion foi muito bem recebido pela crítica, especialmente a versão original 16-bit. Foi re-lançado em 1998 no Japão como parte do Sega Ages: Mickey Mouse e Donald Duck para o Sega Saturn, que apresenta Castle of Illusion e QuackShot.
Um remake do jogo desenvolvido pela Sega Studios Australia foi lançado para PlayStation Network, Xbox Live Arcade e PC em setembro de 2013.

## Jogabilidade
Castle of Illusion é um jogo de plataforma side-scroling em que o jogador assume o controle de Mickey Mouse, que parte para o Castelo da Ilusão a fim de salvar Minnie de uma bruxa chamada Mizrabel, que quer roubar sua juventude.
O principal método de ataque é a realização de um salto, que pode inclusive ajudar a chegar a áreas mais altas. Mickey pode também coletar projéteis, como maçãs e bola de gude para atirar nos oponentes. Existem vários itens que concedem pontos de bônus, vidas extras e que aumentam a saúde do personagem.
Cada nível termina em uma batalha de chefe contra os capangas de Mizrabel onde Mickey pode ganhar uma jóia, embora existam dois níveis em que uma delas é coletada no caminho.
Terminados todos os seis níveis e com todas as jóias coletadas, abre-se um caminho para a sala do trono da bruxa. Lá, o jogador enfrenta o chefe final: uma versão gigante e jovem de Mizrabel (lembrando a madrasta de Branca de Neve). Há também um modo fácil disponível, onde os jogadores simplesmente jogam através de um punhado de níveis.
A versão 8-bit do jogo conta com o mesmo enredo, mas difere em mecânica, níveis e gráficos.

## Legado
A sequência, Land of Illusion Starring Mickey Mouse foi lançada para o Master System em 1992 e para o Game Gear em 1993. Em 1994, Legend of Illusion Starring Mickey Mouse foi lançado para o Game Gear, com um port lançado para Master System exclusivamente no Brasil.
Epic Mickey: Power of Illusion, desenvolvido pela DreamRift, foi lançado em novembro de 2012 para o Nintendo 3DS, e serve como um sucessor espiritual de Castle of Illusion.

### Remake
Desenvolvido pela Sega Studios Australia e lançado para PlayStation Network, Xbox Live Arcade e PC em setembro de 2013, o jogo apresenta jogabilidade 2.5D com gráficos 3D. Foi desenvolvido sob a supervisão do diretor do jogo original, Emiko Yamamoto, com a trilha sonora reinventada por Grant Kirkhope. O jogo original foi disponibilizado como um bônus de pré-encomenda para a versão PSN.